# ぶざま岳
ぶざま岳（ぶざまだけ）は、沖縄県石垣市にある標高322mの山である。

## 概要
於茂登山系の西端に位置し、地質的には花崗岩とその風化土壌からなる。この山から南東に流れる白水川は豊富な水量を有し、名蔵アンパルに流れ込む名蔵川の水源となっている。白水川の流域一帯には、ケナガエサカキやスダジイの群落が形成されている。
地元では、ブザーマダキ、又は、プサーマダキと呼ぶ。「ブザーマ」は方言で「尾」を意味し、於茂登山系の西端に位置することから名づけられたとされる。
この山の中腹にはテラス状になった巨石があり、川平湾を一望することができる。この場所は「川平湾絶景テラス」と名づけられて、石垣市の「島人ぬ宝さがしプロジェクト」で新名所のひとつに選定されている。
ぶざま岳には登山道が整備されていないにもかかわらず、「川平湾絶景テラス」が知られるようになったこと等から登山者が増加しており、それに伴い、近年、遭難が多発している。2021年には8月までに3件4人の遭難が発生しており、同年9月には注意喚起の看板が設置されている。